# Жабино (Кингисеппский район)
Жабино — деревня в Большелуцком сельском поселении Кингисеппского района Ленинградской области.

## История
Впервые упоминается в писцовых книгах Шелонской пятины от 1571 года как деревня Жапино на Луге — 10 обеж в Ямском Окологородье.
Затем как деревня Sabino by — 10 обеж в шведских писцовых книгах 1618—1623 годов.
На карте Ингерманландии А. И. Бергенгейма, составленной по шведским материалам 1676 года, она обозначена как деревня Sabina.
На шведской «Генеральной карте провинции Ингерманландии» 1704 года — как деревня Säbina.
Как безымянная деревня она упомянута на «Географическом чертеже Ижорской земли» Адриана Шонбека 1705 года.
На карте Ингерманландии А. Ростовцева 1727 года обозначен завод Жабинский.
На карте Санкт-Петербургской губернии Я. Ф. Шмидта 1770 года упоминается деревня Жабино.
На карте Санкт-Петербургской губернии Ф. Ф. Шуберта 1834 года, также обозначена деревня Жабино.

ЖАБИНА — деревня принадлежит наследникам штабс-ротмистрши Траубенберг, число жителей по ревизии: 58 м. п., 67 ж. п. (1838 год)

Согласно карте профессора С. С. Куторги 1852 года деревня называлась Жабина.

ЖАБИНА — деревня майора Траубенберга, по просёлочной дороге, число дворов — 16, число душ — 56 м. п. (1856 год)

ЖАБИНО — деревня, число жителей по X-ой ревизии 1857 года: 52 м. п., 71 ж. п., всего 123 чел.

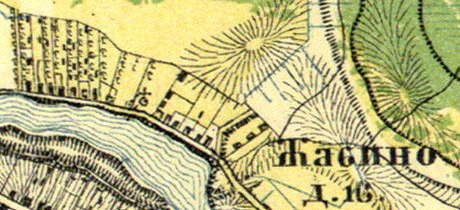
Деревня Жабино на карте 1860 года

Согласно «Топографической карте частей Санкт-Петербургской и Выборгской губерний» в 1860 году деревня называлась Жабино и насчитывала 16 крестьянских дворов. В деревне была часовня.

ЖАБИНО — деревня владельческая при реке Луге, число дворов — 18, число жителей: 63 м. п., 56 ж. п.; Часовня. (1862 год)

ЖАБИНО — деревня, по земской переписи 1882 года: семей — 27, в них 84 м. п., 80 ж. п., всего 164 чел.

ЖАБИНО — деревня, число хозяйств по земской переписи 1899 года — 20, число жителей: 64 м. п., 86 ж. п., всего 150 чел.;
 разряд крестьян: бывшие владельческие; народность: русская — 139 чел., смешанная — 11 чел.

На противоположном берегу Луги находилась мыза Верино. В 1900 году, согласно «Памятной книжке Санкт-Петербургской губернии», мыза Верино площадью 1429 десятин принадлежала барону Константину Аполлоновичу Раун-фон-Траубенбергу.
В конце XIX — начале XX века деревня административно относилась к Горкской волости 2-го стана Ямбургского уезда Санкт-Петербургской губернии.
С 1917 по 1924 год деревня Жабино входила в состав Жабинского сельсовета Горкской волости Кингисеппского уезда.
С 1924 года в составе Свейского сельсовета.
Согласно данным переписи населения СССР 1926 года в деревне Жабино проживали 168 человек, большинство русские, а также финны.
С февраля 1927 года в составе Кингисеппской волости. С августа 1927 года в составе Кингисеппского района.
С 1928 года в составе Дубровского сельсовета. В 1928 году население деревни Жабино также составляло 168 человек.

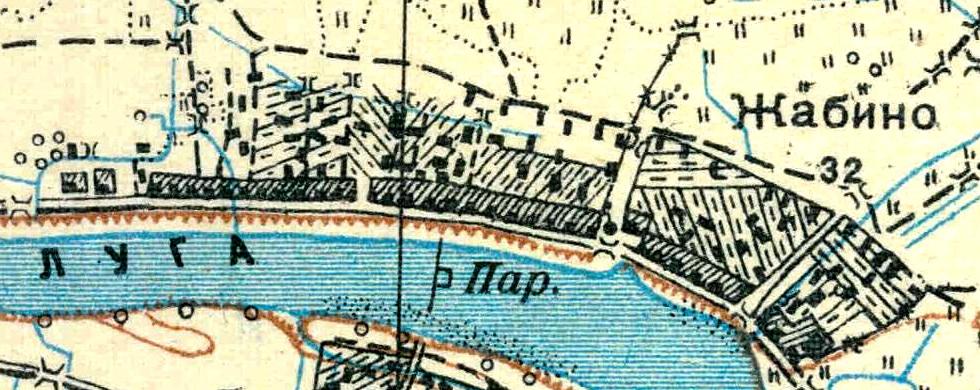
План деревни Жабино. 1930 год

С 1930 года в составе Больше-Луцкого сельсовета. Согласно топографической карте 1930 года деревня насчитывала 32 двора. В деревне была паромная переправа.
По данным 1933 года деревня Жабино входила в состав Большелуцкого сельсовета Кингисеппского района.
C 1 августа 1941 года по 31 января 1944 года деревня находилась в оккупации.
В 1958 году население деревни Жабино составляло 69 человек.
По данным 1966, 1973 и 1990 годов деревня Жабино также входила в состав Большелуцкого сельсовета.
В 1997 году в деревне Жабино Большелуцкой волости проживали 2 человека, в 2002 году — 4 человека (все русские), в 2007 году — 3.

## География
Деревня расположена в западной части района на автодороге 41К-579 (Кингисепп — Манновка).
Расстояние до административного центра поселения — 10 км.
Расстояние до ближайшей железнодорожной станции Кингисепп — 11 км.
Деревня находится на правом берегу реки Луга.

## Демография
| 1862 | 2007 | 2010 | 2017 |
| ---- | ---- | ---- | ---- |
| 129  | ↘3   | ↗9   | ↗35  |

### Национальный состав
Согласно данным Всероссийской переписи населения 2021 года в деревне проживали 37 человек, из них:
 русские — 34, остальные национальность не указали.